# Rattenstaart (kapsel)

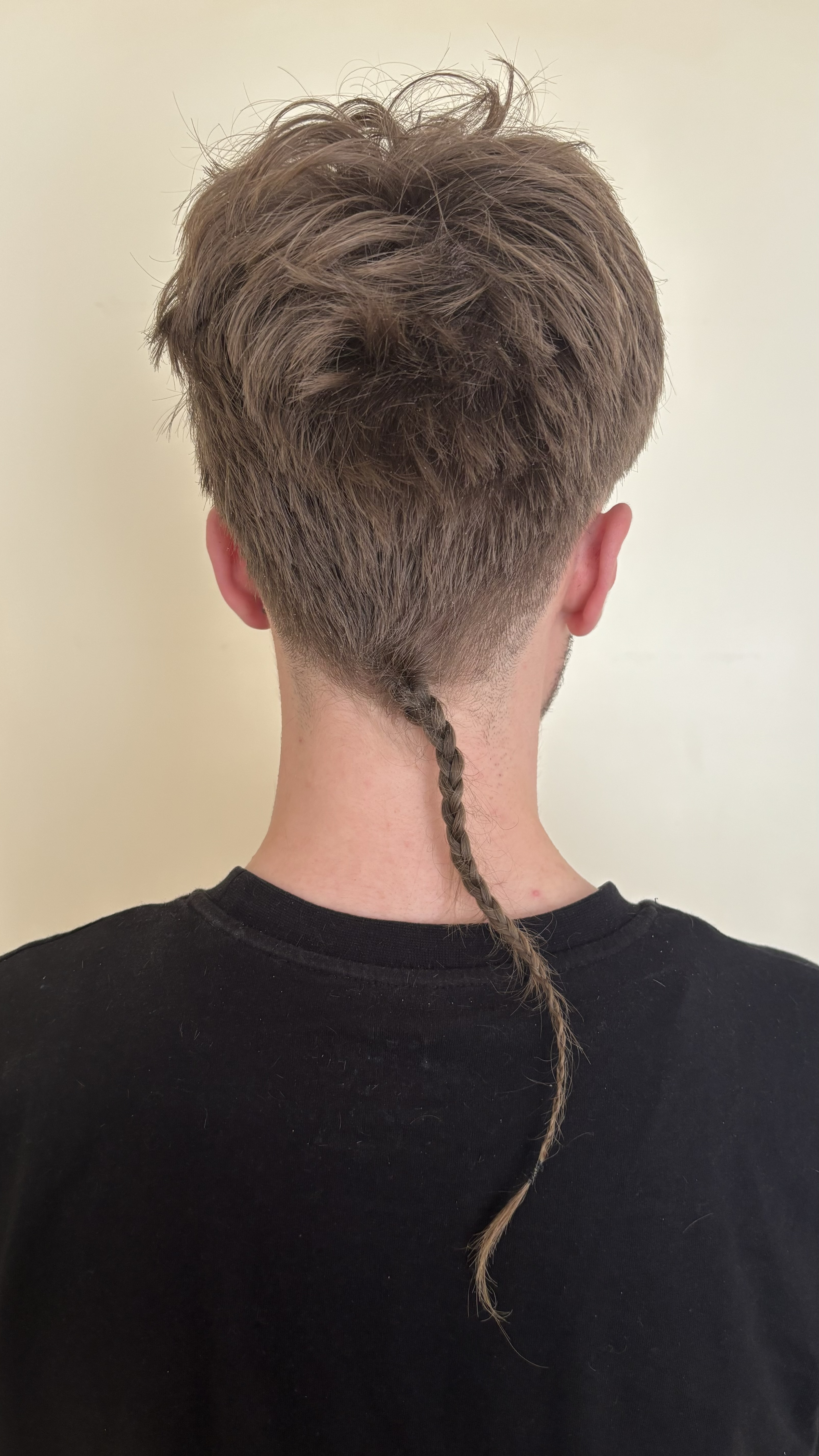
Rattenstaart

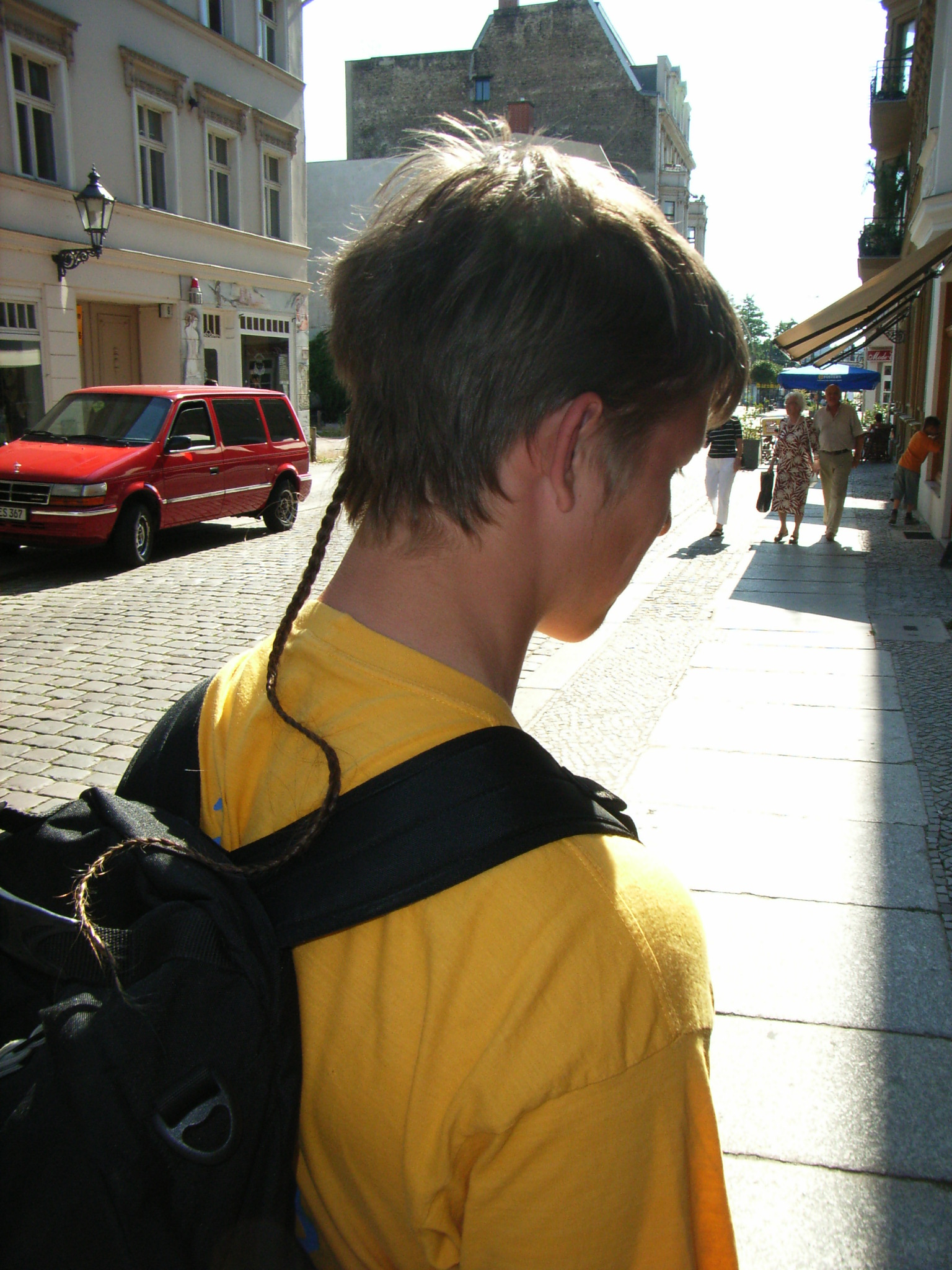

Een rattenstaart (rattail in het Engels) is een kapsel dat gekenmerkt wordt door een lange haarlok aan de achterzijde van het hoofd. In de jaren 80 was dit kapsel redelijk populair, maar raakte halverwege de jaren 90 snel uit de mode. De laatste tijd lijkt het echter weer wat in opkomst te zijn waardoor men het vandaag de dag nog soms kunt opmerken.